# Bakai Benedek
Bakai Benedek (? – Sárospatak, 1633. február 19.) tanár, iskolaigazgató.

## Élete
Születése ideje bizonytalan. Kassai származású volt; iskoláit hazájában végezte, ezután külföldi egyetemekre ment és 1615. október 2-án iratkozott be a wittenbergi egyetemre; 1622 után a belgiumi akadémiák látogatója volt, ahonnan Angliába is átment; ő volt az első hazánkfia, aki tanulás végett Angliát fölkereste. Visszatérve külföldi utjából, Kassán papi vagy tanítói hivatalt viselt, s 1630. május 1-jén I. Rákóczi György meghívta a sárospataki iskola igazgatójának, amit július 2-án ünnepélyesen elfoglalva értekezett: De causis: cur veritas falsitati seu papatus orthodoxiae praedominetur in mundo? Bakai mint lelkész a sárospataki egyházat is szolgálta.